# Investitura
Pojmem investitura  se ve středověku označovalo uvedení do úřadu, ať již šlo o uvedení vazala v držbu léna nebo o uvedení církevního hodnostáře do jeho úřadu.
Jako boj o investituru je znám zápas mezi římskými papeži a císaři o to, kdo bude v říši vybírat a uvádět do úřadu biskupy, arcibiskupy a opaty. Zahájil ho císař Jindřich IV. a papež Řehoř VII. v 70. letech 11. století. Ukončen byl wormským konkordátem, který v roce 1122 uzavřeli Jindřich V. a Kalixtus II.